# Bird’s Eye
Bird’s Eye — второй студийный альбом американской певицы и автора песен Рэйвин Линэ. Он был выпущен 9 августа 2024 года на лейбле Atlantic Records.
Первый сингл включал два трека: «Love is Blind» и «Love Me Not», последний стал вирусным в апреле 2025 года. В преддверии альбома были выпущены треки «Dream Girl» с Ty Dolla Sign и «One Wish» с Childish Gambino. Альбом получил признание музыкальных критиков.

## История
Линэ создала альбом совместно с исполнительным продюсером Диджеем Дахи. В заявлении она описала альбом как возвращение «к месту доверия к себе и несгибаемой интуиции», учитывая «пути и повороты» на пути к нему. Анонс альбома сопровождался релизом песен «Love Is Blind» и «Love Me Not» 3 мая 2024 года. Обе песни раскрывают «противоречащие чувства взаимного желания и зависимости»: «Love Is Blind» — в более «соул-» и «воздушном R&B», а «Love Me Not» — в «более смелом кроссовер-попе». Второй сингл «Dream Girl» с участием Ty Dolla Sign вышел 26 июня и содержит то, что Линэ называет «барабанами Принса», а также фирменный приём певицы «мощное построение мира».

## Отзывы
| Совокупная оценка    | Совокупная оценка |
| Источник             | Оценка            |
| -------------------- | ----------------- |
| AnyDecentMusic?      | 7.4/10            |
| Metacritic           | 83/100            |
| Оценки критиков      |                   |
| Источник             | Оценка            |
| AllMusic             | [ 10 ]            |
| Exclaim!             | 8/10              |
| The Line of Best Fit | 8/10              |
| NME                  | [ 13 ]            |
| The Observer         | [ 14 ]            |
| Pitchfork            | 7.8/10            |

Альбом получил положительные отзывы музыкальной критики и интернет-изданий.
На Metacritic, который присваивает нормализованный рейтинг из 100 по рецензиям ведущих изданий, альбом получил среднюю оценку 83 на основе 6 рецензий. Агрегатор AnyDecentMusic? оценил Bird’s Eye на 7,4 из 10.
Шаад Д'Соуза в своей статье для The Observer заявил, что «Bird's Eye — это нечто особенное: захватывающая дух поп-сюита, быстрая, но при этом незыблемая в своих убеждениях, легко переходящая из одного стиля в другой, при этом всегда выдвигая на первый план лёгкий голос Линэ». Кловер Хоуп из Pitchfork прокомментировал дебютный альбом Линэ Hypnos, отметив: «В то время как HYPNOS продемонстрировал текучесть R&B, Bird's Eye более разнообразен: Линэ экспериментирует, словно алхимик в исследовательской лаборатории, пробуя новые комбинации даунтемпо-гитары, нежного регги-попа и даже заикающегося бита в стиле Brainfeeder».

### Годовые итоговые списки
| Публикация/критик    | Сптсок                     | Ранг | Ссылка |
| -------------------- | -------------------------- | ---- | ------ |
| Billboard            | The 50 best albums of 2024 | 42   | [ 15 ] |
| The Line of Best Fit | The Best Albums of 2024    | 38   | [ 16 ] |
| The Fader            | The 50 Best Albums of 2024 | 9    | [ 17 ] |

## Список композиций
| №                   | Название                                  | Текст песни                 | Музыка | Продюсеры                                             | Длительность |
| ------------------- | ----------------------------------------- | --------------------------- | --- | ----------------------------------------------------- | ------------ |
| 1.                  | «Genius»                                  | Ravyn Lenae Sarah Aarons    | Dacourey Natche Steve Lacy Spencer Stewart Lenae [m] Aarons [m] | Dahi Stewart                                          | 2:35         |
| 2.                  | «Bad Idea»                                | Lenae Aarons                | Natche Jason Pounds Ricardo Bell Johntá Austin Jaron Alston Ralph Tresvant Jermaine Dupri Lenae [m] Aarons [m]                                                     | Dahi J.Lbs                                            | 2:14         |
| 3.                  | «One Wish» (при участии Childish Gambino) | Lenae Aarons Donald Glover  | Natche Michael John Mulé Isaac John de Boni Ely Weisfeld Margaux Alexis Roselena Whitney Luiz Antonio Bizarro Fortunato Arduini Donald Glover Lenae [m] Aarons [m] | Dahi FnZ Ely Rise [a] Charly Cooks [a] Yuli Arias [a] | 3:15         |
| 4.                  | «Dream Girl» (вместе с Ty Dolla Sign)     | Aarons Tyrone Griffin Jr.   | Natche Weisfeld Stewart Jimmy Jam Terry Lewis Lenae [m] Aarons [m]                                                                                                 | Dahi Rise Stewart Lewis Jimmy Jam [a]                 | 3:39         |
| 5.                  | «Candy»                                   | Aarons                      | Natche Weisfeld Lenae [m] Aarons [m] | Dahi Rise                                             | 3:06         |
| 6.                  | «Love Is Blind»                           | Aarons                      | Natche Jared Solomon Stewart Lenae [m] Aarons [m] | Dahi Stewart Solomonophonic                           | 3:51         |
| 7.                  | «Love Me Not»                             | Anderson .Paak Lenae Aarons | Natche Brent Reynolds Craig Balmoris Julian Nixon Stewart Jaelen Irizarry Christian Farlow Dominic Angelella Stewart .Paak [m] Lenae [m] Aarons [m]                | Balmoris Dahi Ritz Reynolds Stewart [a] Rise [a]      | 3:33         |
| 8.                  | «From Scratch»                            | Hayley Gene Penner Aarons   | Natche Pounds Tobias Breuer Stewart Lenae [m] Aarons [m] Yonatan Ayal [m]                                                                                          | Dahi J.Lbs Rascal Stewart [a]                         | 3:25         |
| 9.                  | «1 of 1»                                  | Lenae Aarons                | Natche Lacy Stewart Lenae [m] | Dahi Stewart Lacy                                     | 2:45         |
| 10.                 | «Pilot»                                   | Lenae Aarons Penner         | Natche Daniel McKinnon Weisfeld Stewart Lenae [m] | Dahi McKinnon Stewart [a] Rise [a]                    | 3:13         |
| 11.                 | «Days»                                    | Aarons Lenae                | Natche Stewart Weisfeld Breuer Lenae [m] Aarons [m] | Dahi Stewart Cooks [a] Rise [a] Rascal [a]            | 4:03         |
| Общая длительность: | Общая длительность:                       | Общая длительность:         | Общая длительность: | Общая длительность:                                   | 35:39        |

| №   | Название        | Текст песни  | Музыка                                          | Продюсеры                       | Длительность |
| --- | --------------- | ------------ | ----------------------------------------------- | ------------------------------- | ------------ |
| 12. | «Goodbye 2 You» | Lenae Aarons | Natche Stewart Jonah Stevens Alissia Benveniste | Dahi Stewart Stevens Benveniste |              |

Замечания
- На физических изданиях, Childish Gambino и Ty Dolla Sign не участвуют в «One Wish» и «Dream Girl», соответственно
- На физических изданиях, Terry Lewis не указан в качестве автора или продюсера на «Dream Girl»
- ↑  дополнительный продюсер
- ↑  автор мелодии

## Чарты
| Чарт (2024—2025)                      | Высшая позиция |
| ------------------------------------- | -------------- |
| Canadian Albums (Billboard)           | 89             |
| French Albums (SNEP)                  | 160            |
| US Billboard 200                      | 139            |
| US Heatseekers Albums (Billboard)     | 9              |
| US Top R&B/Hip-Hop Albums (Billboard) | 38             |